# Phytoliriomyza hilarella
Phytoliriomyza hilarella är en tvåvingeart som först beskrevs av Zetterstedt 1848.  Phytoliriomyza hilarella ingår i släktet Phytoliriomyza och familjen minerarflugor.
Artens utbredningsområde är Sverige. Arten är reproducerande i Sverige. Inga underarter finns listade i Catalogue of Life.